# Acacia multilineata
Acacia multilineata é uma espécie de leguminosa do gênero Acacia, pertencente à família Fabaceae.